# 소네 아키라
소네 아키라(일본어: 素根 輝, 2000년 7월 9일~)는 일본의 유도 선수이다. 2020년 하계 올림픽에서 여자 헤비급 금메달을 획득했으며, 세계 유도 선수권 대회에서 2회 우승, 아시안 게임에서 1회 우승했다.